# كراسيمير كوليف
كراسيمير كوليف (بالبلغارية: Красимир Колев)‏ هو لاعب كرة قدم بلغاري في مركز حراسة المرمى، ولد في 7 نوفمبر 1971 في دوبريتش في بلغاريا. لعب مع ليفسكي صوفيا ونادي تشيرنو مور فارنا ونادي دوبرودزا دوبريتش ونادي سبارتاك فارنا ونادي لوكوموتيف بلوفديف.